# Päähinen (sjö i Nyslott, Södra Savolax)
Päähinen är en sjö i kommunen Nyslott i landskapet Södra Savolax i Finland. Arean är 36 hektar och strandlinjen är 3,7 kilometer lång. Sjön  ingår i Vuoksens huvudavrinningsområde.   Den ligger omkring 100 kilometer öster om S:t Michel och omkring 300 kilometer nordöst om Helsingfors. 
Päähinen ligger nordväst om Kuonanjärvi. 